# Almindelig hirse
Almindelig Hirse (Panicum miliaceum) er en kornsort, der har været dyrket i tusinder af år i Rusland og Østasien. Den bliver stadig dyrket i Indien, Rusland, Mellemøsten, Tyrkiet og Rumænien.
| Portal | Portal:Botanik |